# Miguel Jarquín
Miguel Carlos Jarquín Marín (México, D.F., 1950) es un pedagogo, filósofo y psicoterapeuta mexicano que reside actualmente en Guadalajara, Jalisco. Entre sus actividades más relevantes figuran la fundación de la Universidad José Vasconcelos en Durango —de la que fue el primer rector— y la rectoría del Instituto de Terapia Gestalt Región Occidente (INTEGRO), de Guadalajara.
Es considerado como uno de los teóricos latinoamericanos más relevantes de la terapia existencial.
Actualmente es Facilitador del Instituto Humanista de Sinaloa

## Carrera
En el plano de la psicología y la psicoterapia ha aportado ideas provenientes de su formación en filosofía, básicamente de los enfoques del existencialismo y personalismo. Fuertemente influenciado por las ideas de Emmanuel Mounier y Gabriel Marcel. En un artículo, "Hacia un concepto significativo de lo normal y lo patológico", critica la concepción médico-positivista de salud-enfermedad basado en criterios estadísticos más que de funcionamiento armónico. Posteriormente a ello, propone cambios en la aproximación del terapeuta con el paciente de partir de un diagnóstico, que impone una etiqueta, a la valoración, que significa para estos efectos reconocer el justo valor de la persona, para iniciar un proceso de acompañamiento en la aventura de la autoliberación.
Como lo afirma en su obra "La psicoterapia existencial, una aproximación", en donde se percibe la influencia de Ludwig Binswanger, Rollo May y Viktor Frankl en su formación. Su trabajo en psicoterapia tiene que ver más con aspectos filosóficos que técnicos. Su formación en Gestalt es evidente, pero su interpretación de conceptos como el cambio, la toma de conciencia (awareness) y profundidad les confiere una nueva dimensión.
- El cambio no es simplemente la expresión de variaciones en el repertorio conductual, es una transformación profunda proveniente la ampliación de los horizontes personales que modifican el proyecto-mundo de la persona en congruencia con su vocación de ser auténtica.

- La toma de conciencia no es sólo la entrada en el campo perceptual de una perspectiva nueva, es la elaboración de una re-solución, una decisión de avanzar en el camino a la vida plena.

## Principales obras
Miguel Jarquín Ha publicado diversos libros, algunos con su nombre, otros con el pseudónimo de Moramay Saga ("esperar contra toda esperanza").
Poesía:
- Vientos de fuego, S/E Durango, 1992
- He aquí al hombre, he aquí al loco, S/E, Durango, 1990

Psicoterapia:
- La psicoterapia existencial, una aproximación. Ed. LAG, México, 2003.
- Diez voces y un rostro, homenaje a Viktor Frankl, (capítulo «El encuentro: habitación del sentido»), LAG, México 2005.

Filosofía:
- Ateísmo, crisol del encuentro, S/E, Durango.
- Gabriel Marcel, un testimonio de fidelidad, Guadalajara, 1996
- La comunicación: Revelación de una existencia, Fundación E. Mounier, 2003.

Educación:
Reflexiones en torno al universo de la deficiencia mental, INTEGRO, Guadalajara, 1995.
- Instituto Humanístico de Psicoterapia y Sexología A.C.(29 de septiembre de 2016).  Es un pedagogo, filósofo y psicoterapeuta mexicano; reside actualmente en Guadalajara, Jalisco. Facebook. https://de-de.facebook.com/instituto.ihpsex/photos/a.1870768993145926/1870769006479258/
- Pontificio Instituto Juan Pablo II para la Familia – Guadalajara. (31 de julio de 2019). Miguel Jarquín nació en la Ciudad de México en 1950, actualmente radica en la Ciudad de Guadalajara. Facebook. https://www.facebook.com/JuanPabloIIGuadalajara/posts/1319550824880258/

- Datos: Q6014530